# Großer Binnensee
Der Große Binnensee ist ein gut 4,8 km² großer Strandsee in Schleswig-Holstein im Kreis Plön.

## Lage
Der See, der von der Kossau durchflossen wird, liegt etwa 2 Kilometer nordöstlich von Lütjenburg sowie 30 Kilometer östlich von Kiel nahe der Hohwachter Bucht.
Um den See liegen die Gemeinden Hohwacht, Behrensdorf, Panker sowie die Kleinstadt Lütjenburg. Der annähernd auf Meereshöhe liegende See wurde durch einen natürlichen Strandwall von der Ostsee abgetrennt, so dass die Entfernung zu ihr stellenweise nur wenige hundert Meter beträgt. Eine Verbindung zur Ostsee besteht über die Kossau.

## Seeufer und Umgebung
Der Große Binnensee ist aufgrund seines Artenreichtums (insbesondere als Brutgebiet für zahlreiche Wasservogelarten) im östlichen Teil ein vom NABU betreutes Naturschutzgebiet und darf in diesem Teil auch in den Uferzonen nicht betreten werden.
Am Westufer des Sees liegt das Gut Waterneverstorf mit seinem klassizistischen Herrenhaus; am Südufer des Sees befindet sich die Alte Burg, eine Wallburg aus frühgeschichtlicher Zeit. In der Nähe finden sich ferner mehrere auffällige Grabhügel der Bronzezeit.